# Sōda! We're Alive
Singles de Morning Musume
Mr. Moonlight
(31 octobre 2001) Do it! Now
(24 juillet 2002)
Singles par Morning Musume
Single Medley ~Hawaiian~
(26 juin 2002)
Sōda! We're Alive (そうだ！We're Alive, trad. : "Oui ! Nous sommes en vie") est le 14e single du groupe de J-pop Morning Musume, sorti en 2002.

## Présentation
Le single sort le 21 février 2002 au Japon sur le label zetima. Il est écrit, composé et produit par Tsunku. Il atteint la 1re place du classement Oricon, et reste classé pendant dix semaines, pour un total de 443 630 exemplaires vendus durant cette période. C'est le premier single du groupe à sortir également au format "single V" (VHS et DVD contenant le clip vidéo) deux mois plus tard.
La chanson-titre figurera sur le quatrième album du groupe qui sort un mois après, 4th Ikimasshoi!, puis sur la compilation Best! Morning Musume 2 de 2004. Elle est utilisée au Japon comme thème musical pour les retransmissions télévisées des Jeux olympiques d'hiver de 2002 de Salt Lake City. Elle sera ré-enregistrée onze ans plus tard par la formation du groupe d'alors pour figurer sur l'album "best of" The Best! ~Updated Morning Musume~ de 2013. La chanson en "face B" est une nouvelle version de la chanson-titre du premier single "major" du groupe, Morning Coffee.

## Formation
Membres du groupe créditées sur le single :
- 1re génération : Kaori Iida, Natsumi Abe
- 2e génération : Kei Yasuda, Mari Yaguchi
- 3e génération : Maki Goto
- 4e génération : Rika Ishikawa, Hitomi Yoshizawa, Nozomi Tsuji, Ai Kago
- 5e génération : Ai Takahashi, Asami Konno, Makoto Ogawa, Risa Niigaki

## Liste des titres
Single CD
1. Sōda! We're Alive (そうだ！We're Alive?)
2. Morning Coffee (2002 Version) (モーニングコーヒー?)
3. Sōda! We're Alive (Instrumental) (そうだ！We're Alive...?)

Single V (VHS/DVD)
1. Sōda! We're Alive (そうだ！We're Alive?) (clip vidéo)
2. Making Eizo (メイキング映像?) (making of)